# Starchild (O.C.)
Starchild è il quarto album del rapper statunitense O.C., pubblicato il 9 maggio del 2005 e distribuito da Grit Records. Pharoahe Monch è l'unico ospite dell'album, alle produzioni, tra gli altri, DJ Statik Selektah.

## Ricezione
| Recensione | Giudizio |
| ---------- | -------- |
| HipHopDX   | [ 3 ]    |
| RapReviews | [ 4 ]    |

La critica è generalmente positiva nei confronti dell'album. Secondo HipHopDX, O.C. dimostra ancora di essere uno dei migliori rapper nel gioco, tesi comprovata dal livello dei suoi testi, tuttavia «la produzione sarebbe potuta essere migliore». One Line, per RapReviews, assegna al disco un rating di nove decimi, elogiando il ritorno ai vecchi tempi di O.C. dopo il tentativo fallito del commerciale Bon Appetit che gli era costato la perdita di rispetto e di credibilità da parte della comunità hip hop, «valuta tanto importante quanto i presidenti morti.».

## Tracce
Musiche di DJ Statik Selektah (tracce 1 e 13), The Locsmif (tracce 2-3 e 12), Soul Supreme (tracce 5-6, 8, 10-11), Vanguard (tracce 4, 7 e 9).
1. Intro – 0:48
2. Evaridae (featuring Pharoahe Monch) – 3:49
3. Who Run It? – 3:59
4. The Professional – 4:11
5. 1nce Again – 4:25
6. Ya Don't Stop – 5:09
7. Story to Tell – 3:49
8. What Am I Supposed to Do? – 3:47
9. Getaway – 3:46
10. Memory Lane – 4:41
11. Special – 4:36
12. Who Run It? (RMX) – 4:04
13. Outro – 1:03

Durata totale: 48:07